# Julieta Mabel Monje
Julieta Mabel Monje Villa (sinh tại CoroCoro, Tỉnh Pacajes)  là một chính trị gia và luật sư người Bolivia. Bà được giao chức vụ Bộ trưởng Môi trường và Nước vào ngày 23 tháng 1 năm 2010 
Monje Villa là một luật sư và nhà hoạt động xã hội đã sống ở El Alto từ năm 1977. Bà tốt nghiệp ngành Luật tại Đại học Thị trưởng de San Andrés. Bà cũng đã làm việc như một giáo viên trong triết học. Bà đã làm việc với các phong trào xã hội ở El Alto, chẳng hạn như các tổ chức như Liên đoàn Công nhân khu vực (COR), FEJUVE (Liên đoàn các Ủy ban khu phố) và Chủ tịch phụ nữ của tổ chức khu phố của Urbanización Anexo 16 de Julio, và đại diện cho khu phố trong FEJUVE của El Alto. Monje Villa đã từng là phó chủ tịch của Hội đồng Nhân quyền của El Alto (APDHEA).
Monje Villa đã được bầu làm thành viên thay thế của Hội đồng Lập pháp của Bộ La Paz vào tháng 4 năm 2010, là người thay thế của Felix Loayza Rojas.
Cho đến năm 2007, bà đứng đầu hội đồng khu phố của mình và đại diện cho nó trong Liên đoàn các Hội đồng khu phố của El Alto (FEJUVE). Sau đó, bà được bầu làm Phó Chủ tịch Hội đồng Thường trực về Nhân quyền El El. Bà là cư dân El Alto thứ hai phục vụ trong nội các của Tổng thống Evo Morales, sau Abel Mamani, cựu chủ tịch của FEJUVE, người phục vụ trong cùng văn phòng vào năm 2006 và 2007  Monje Villa đã thay thế María Udaeta làm Bộ trưởng Môi trường và Nước, trong một cuộc cải tổ nội các sau cuộc biểu tình tháng 12 năm 2010 chống lại tăng giá xăng dầu. Trong lễ nhậm chức của mình, Monje Villa tuyên bố rằng ưu tiên hàng đầu của bà là Bộ trưởng sẽ là chống lại biến đổi khí hậu.